# Potentilla vorobievii
Potentilla vorobievii är en rosväxtart som beskrevs av T.I. Nechaeva, J. Soják. Potentilla vorobievii ingår i Fingerörtssläktet som ingår i familjen rosväxter. Inga underarter finns listade i Catalogue of Life.